# Toyota 1000
De Toyota 1000, geproduceerd van 1969 tot 1978 door de Japanse autofabrikant Toyota, is een automodel in de compacte klasse. Op de Japanse markt werd de auto verkocht als Toyota Publica en door de samenwerking met Daihatsu verscheen het model in 1969 ook als Daihatsu Consorte.

## Geschiedenis

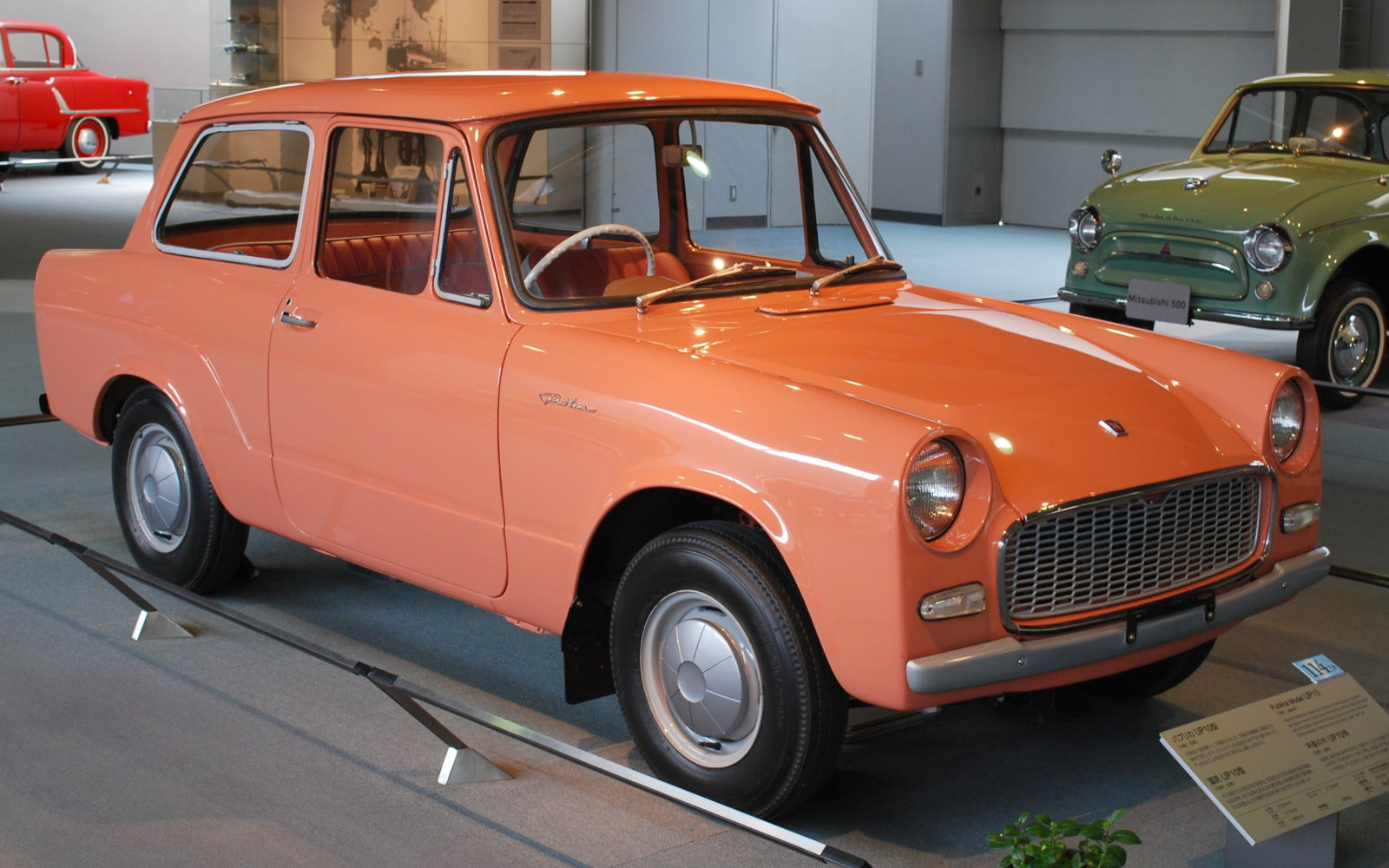
Eerste generatie Toyota Publica (UP10)

De oorsprong van de Publica kan worden teruggevoerd op het concept van de "nationale auto" van het Japanse ministerie van Internationale Handel en Industrie (MITI), dat in 1955 werd aangekondigd. Het concept bepaalde een voertuig dat aan verschillende eisen moest voldoen, zoals maximale snelheid boven 100 km/u, gewicht minder dan 400 kg, brandstofverbruik niet hoger dan 30 km/l bij een gemiddelde snelheid van 60 km/u op een vlakke weg, maar ook met name de eis dat de auto geen pech of aanzienlijke reparaties zou moeten ondergaan gedurende ten minste 100.000 kilometer.

### Publica UP10
Zo ontstond de Toyota Publica UP10, waarvan de naam was afgeleid van de Engelse uitdrukking public car ("publieke auto"), verwijzend naar de beoogde bereikbaarheid en populariteit van de auto. De Publica kreeg een tweedeurs sedancarrosserie, die was bedoeld voor vier personen en een aanzienlijke hoeveelheid bagage in de kofferbak.
De verkoop begon in juni 1961 met de basisprijs van 389.000 Japanse yen. In 1962 werd een stationwagen toegevoegd en op de Tokyo Motor Show debuteerde een afgeleid model, de Toyota Sports 800, aanvankelijk op de markt gebracht als Publica Sport.
Aanvankelijk was de Publica erg basaal en ontbraken opties zoals een radio of zelfs een verwarming. Dit verminderde zijn aantrekkingskracht op de consumenten, die de auto als een ambitieus goed beschouwden en verwachtten dat het een veel luxere indruk zou maken. In 1963 voegde Toyota daarom een nieuw DeLuxe-uitrustingsniveau toe, intern aangeduid als type UP10D, met onder meer verstelbare stoelen, verwarming, radio en wat chroomdecoratie.

### Publica UP20

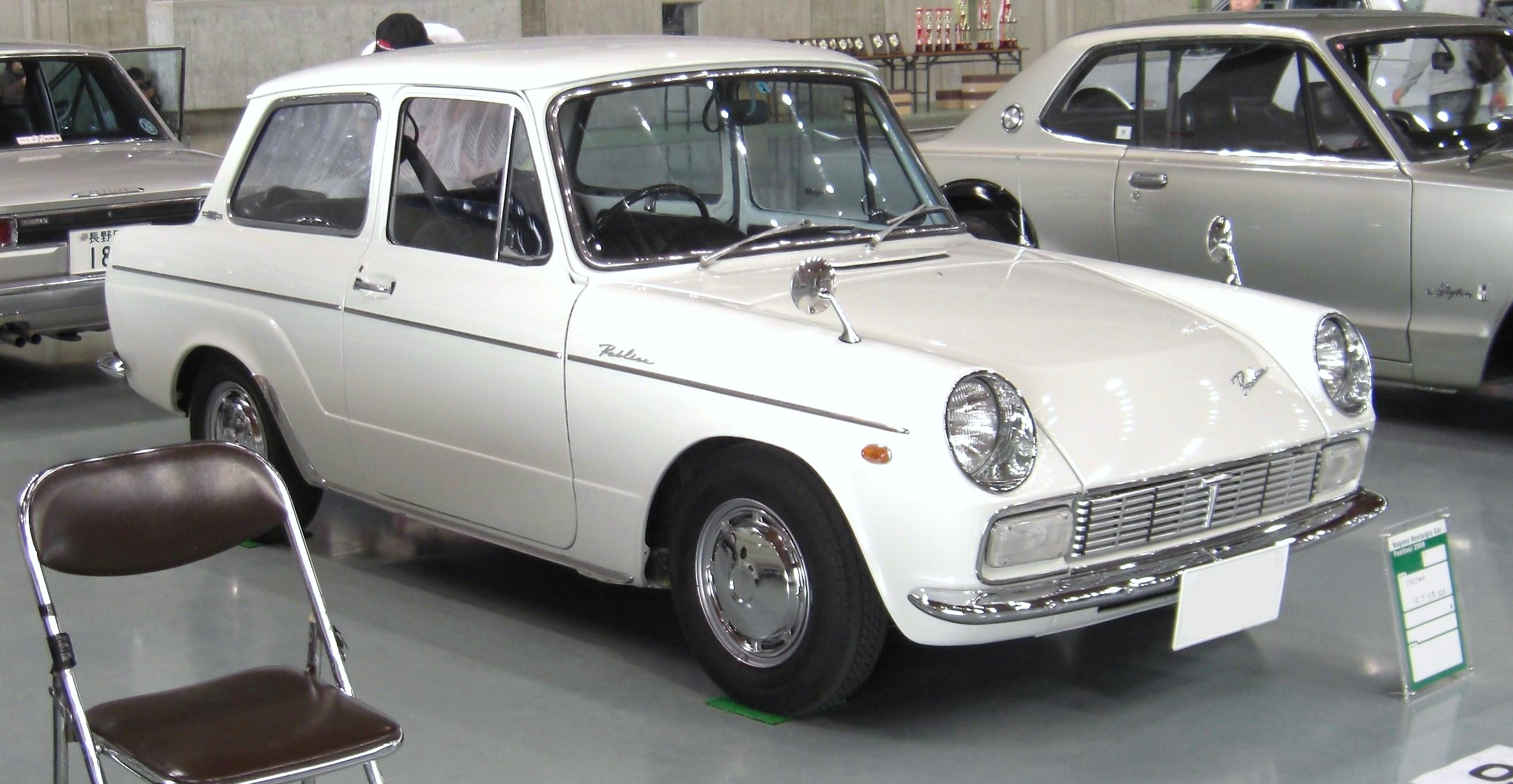
Toyota Publica 800 DeLuxe (UP20)

In 1966 lanceerde Toyota de herziene Publica-reeks, genaamd UP20. De cilinderinhoud werd verhoogd van 697 cc tot 790 cc en leverde een vermogen van 36 pk.
In 1966 bracht Toyota ook de Toyota MiniAce uit, een bestelwagen op basis van de Publica UP20. In 1968 werd de productie van de stationwagen naar Hino Motors overgebracht, nadat dit bedrijf door Toyota was overgenomen.

### Publica UP30/KP30
In 1969 kwam er een hele nieuwe generatie Publica uit. Hoewel de goedkoopste modellen de motor van het vorige model behielden (UP30), kregen de andere modellen de nieuwe, watergekoelde 1000 cc 2K-lijnmotor (KP30). Nadat de Toyota Corolla was verschenen als een ruimere gezinsauto, werd de Publica niet langer aangeboden als een "publieke auto" maar als een instapmodel voor beginnende bestuurders.
In 1970 werd het model enigszins herzien en kreeg het een nieuw dashboard en een nieuwe High Deluxe-versie met een 1.2-liter carburateurmotor en schijfremmen voor. Een belangrijkere facelift vond plaats in 1972, toen de Publica een nieuwe voorkant en een nieuwe achterkant kreeg. De productie van de U-motor werd stopgezet omdat de luchtgekoelde boxermotor niet langer kon voldoen aan de nieuwe emissievoorschriften. In 1973 werd de nieuwe Publica Starlet (intern KP40) geïntroduceerd, een coupéversie van de herziene Publica. Dit model werd geproduceerd tot 1978 en vervolgens vervangen door de KP60, die werd verkocht als Toyota Starlet. De Publica pick-up werd geproduceerd tot 1988.
In tegenstelling tot zijn voorgangers werd de KP30 ook in Nederland verkocht als Toyota 1000 (de naam was afgeleid van de cilinderinhoud) met vier zitplaatsen en de 993 cc benzinemotor met vier cilinders en tweetraps Aisan-carburateur, achterwielaandrijving met een vierversnellingsbak. Het gemiddelde verbruik was 1:14. Met een gewicht van 665 kg haalde de wagen maximaal 140 km/u. In 1972 bood de Nederlandse importeur Louwman & Parqui uit Leidschendam de 1000 aan voor 6.749 gulden.
Later werd een Special de Luxe toegevoegd met standaard extra's als volledig verstelbare kuipstoelen, zonwerend glas rondom en een tankdop met slot. In België werd de stationwagenversie aangeboden als Toyota 1000 Break. Deze was uitgerust met dezelfde motor als de 1000, hetzelfde onderstel en nagenoeg dezelfde uitrusting. De Break was iets langer, had een afwijkende bandenmaat (diagonaalbanden 5.00 x 12 4PR) en rondom trommelremmen.

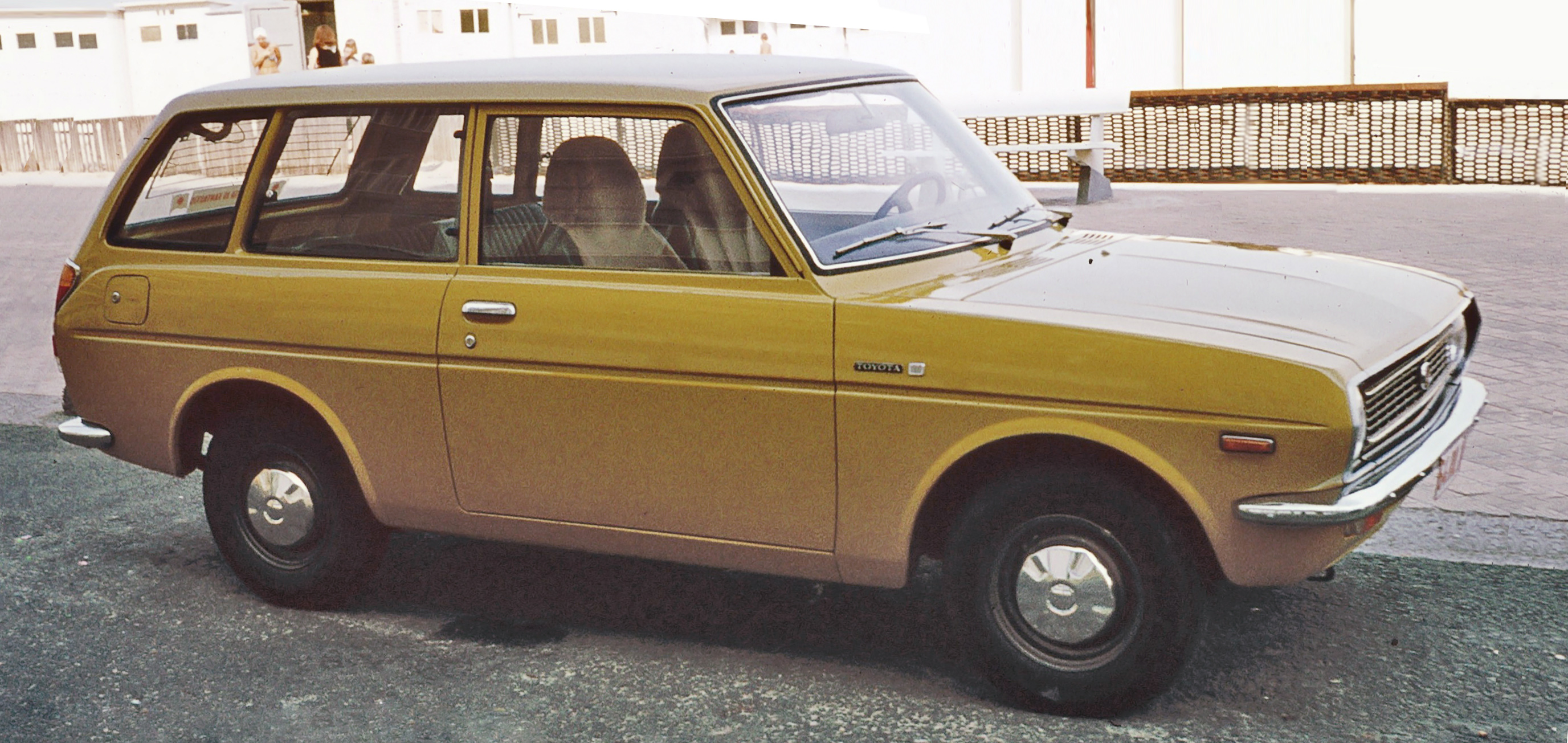
Toyota 1000 Break (KP36V, Europees)
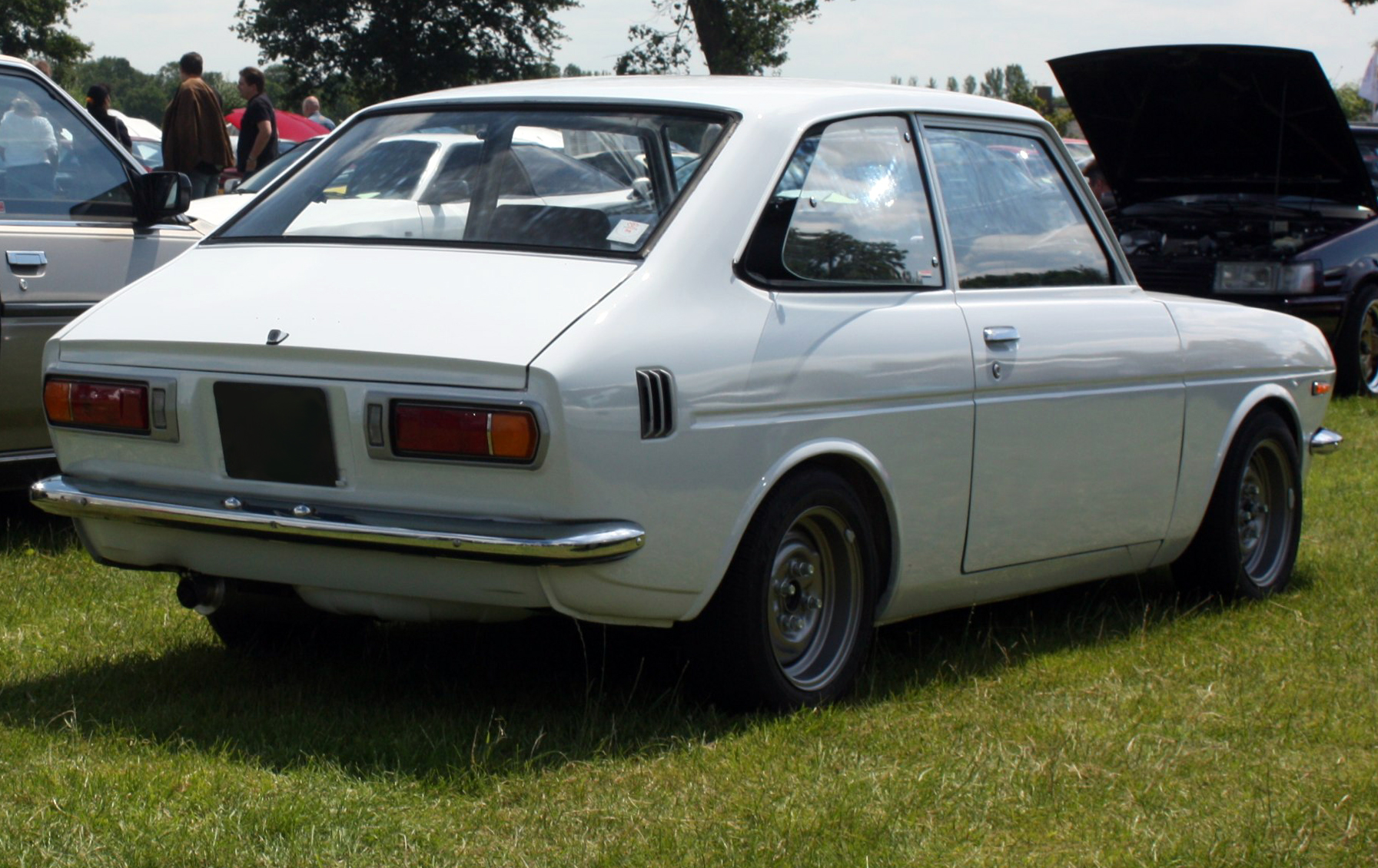
Toyota 1000 (KP30, Europees)
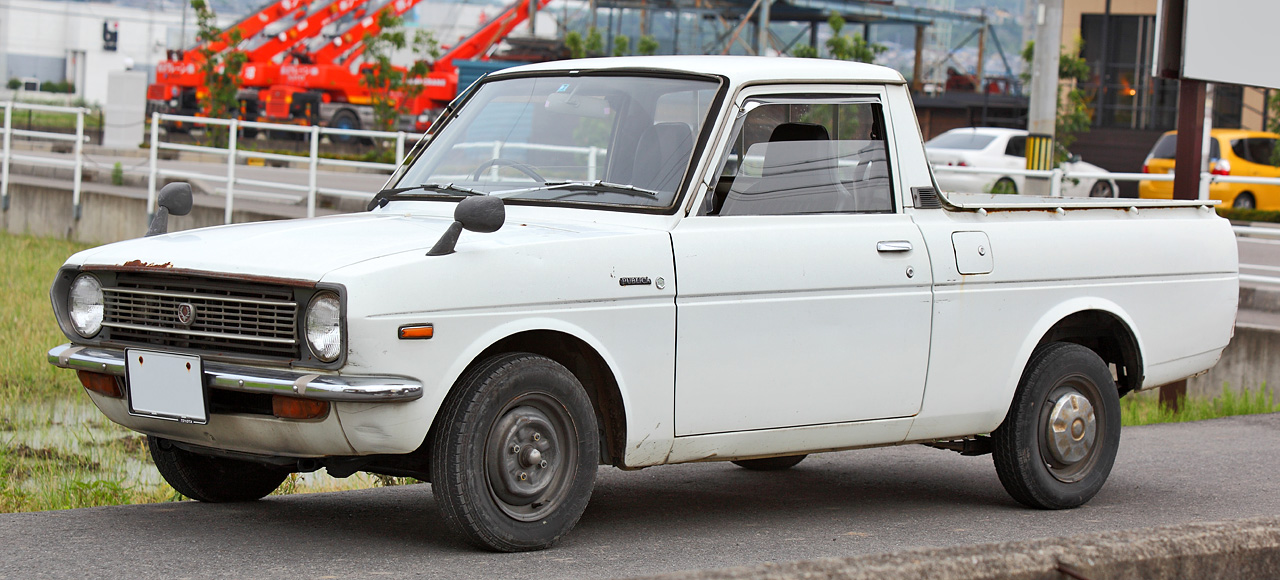
Toyota Publica 1300 Pick-up (KP39)

Personenauto's (leverbaar): Aygo · bZ4X · Camry · Corolla · C-HR · Highlander · Land Cruiser · Mirai · Prius · RAV4 · (GR) Supra · Yaris · Yaris Cross

Bedrijfswagens: Hilux · Proace

Niet meer leverbaar: 1000 · 2000GT · 4Runner · Auris · Avensis · Avensis Verso · Carina · Celica · Corolla Verso · Corona · Cressida · Crown · Dyna · FunCruiser · GT86 · Hiace · iQ · LiteAce · MR2 · Paseo · Picnic · Previa · Starlet · Tercel · Urban Cruiser · Verso · Verso-S · Yaris Verso